# Хатха-йога-прадипіка

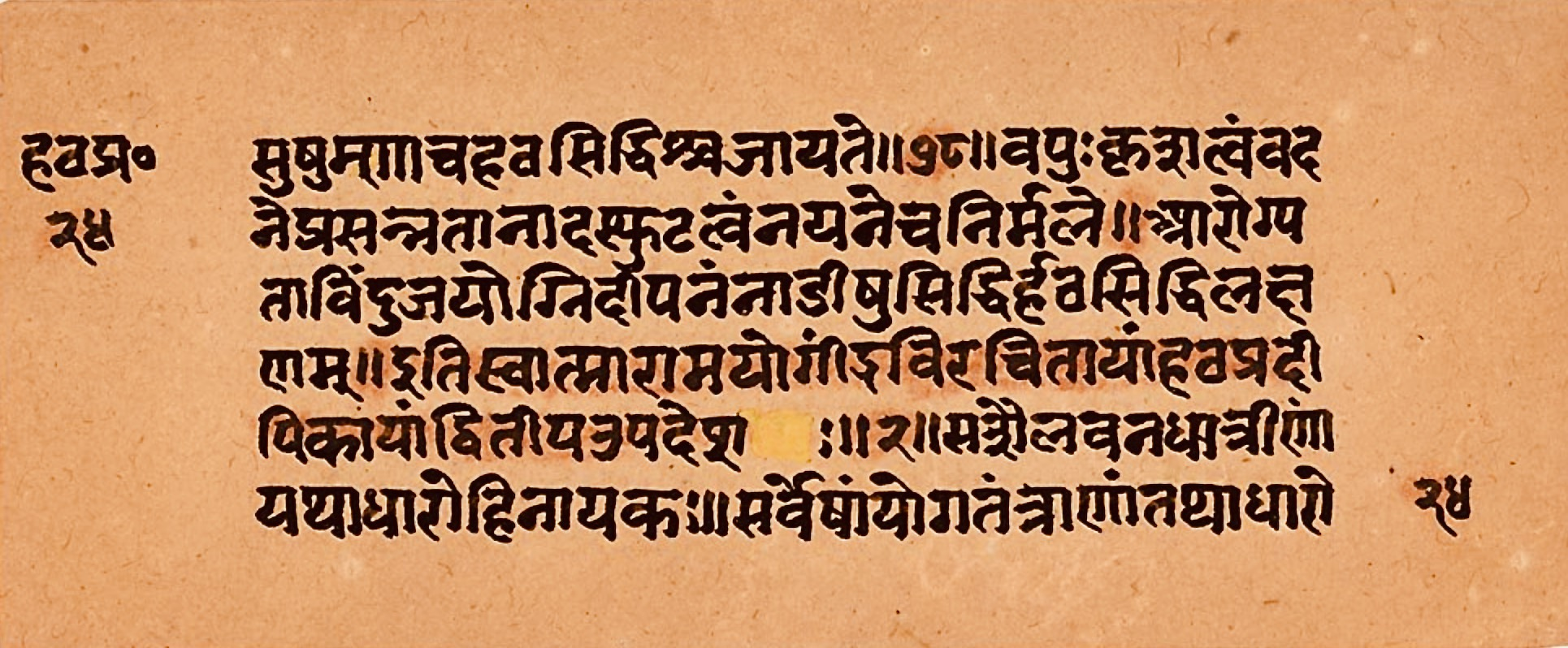
Копія манускрипту 15 ст.н. е.Хатха Йога Прадипіка, Норвегія

Хатха-йоґа-прадипіка — класичний трактат із хатхи-йоґи, написаний Свамі Сватмарамою, учнем Свамі Ґорахната в 15 столітті. Це найдревніший із трьох класичних текстів на тему хатха-йоґи. Інші два тексти — Ґхеранда-самгіта та Шива-самгіта.
«Хатха-йоґа-прадипіка» ґрунтується на старіших санскритських текстах та на власному досвіді Свамі Сватмарами. Книга складається із чотирьох частин, в яких зібрана інформація про асани, пранаяму, чакри, кундаліні, бандхи, крії, шакті, наді та мудри.
Трактат присвячений Адінаті, що є ім'ям бога руйнування та відновлення Шиви, який за індуїстськими віруваннями передав секрети хатха-йоґи своїй дружині богині Парваті.